# Клеще (Кошалінський повіт)
Клеще (пол. Kleszcze) — село в Польщі, у гміні Сянув Кошалінського повіту Західнопоморського воєводства.
Населення — 235 осіб (2011).

## Демографія
Демографічна структура станом на 31 березня 2011 року:
|          | Загалом | Допрацездатний вік | Працездатний вік | Постпрацездатний вік |
| -------- | ------- | ------------------ | ---------------- | -------------------- |
| Чоловіки | 109     | 23                 | 81               | 5                    |
| Жінки    | 126     | 32                 | 72               | 22                   |
| Разом    | 235     | 55                 | 153              | 27                   |